# Ronen Ginzburg
Ronen Ginzburg, né le 19 septembre 1963, est un entraîneur israélien de basket-ball.

## Palmarès
- Champion de Slovénie 2011, 2012, 2013
- Coupe de République tchèque 2011, 2012, 2013